# Урб, Йохан
Йо́хан Урб (эст. Johann Urb, род. 24 января 1977, Таллин) — американский актёр.

## Биография
Йохан Урб родился в Таллине в семье музыканта Тармо Урб и его жены Марисы. Когда ему было 10 лет, его семья переехала в Финляндию. Когда ему было 17 лет, он уехал в Соединённые Штаты Америки, где он получил контракт с модельным агентством «Ford Models» и поступил на курсы актёрского мастерства в Институт театра и кино Ли Страсберга.
Первая роль, которую он сыграл, была в фильме Бена Стиллера «Образцовый самец». После этого последовали роли в сериалах «C.S.I.: Место преступления Майами» и «Сваха». После Урб играл небольшие роли в различных фильмах и телевизионных сериалах. Популярность он приобретает после выхода картины «1408» и фильма Роланда Эммериха «2012».
В 2007 году он женился на Эрин Экстелл. В 2010 году пара подала на развод.

## Избранная фильмография
| Год       |    | Русское название                  | Оригинальное название                      | Роль                     |
| --------- | -- | --------------------------------- | ------------------------------------------ | ------------------------ |
| 2001      | ф  | Образцовый самец                  | Zoolander                                  | телохранитель Мугату     |
| 2004      | с  | C.S.I.: Место преступления Майами | C.S.I.: Crime Scene Investigation Maiami   | Брэд Тастин              |
| 2005      | тф | Долгий путь                       | Love's Long Journey                        | Фин Андерс               |
| 2006      | с  | Красавцы                          | Entourage                                  | Кен                      |
| 2007—2008 | с  | Жёлтая пресса                     | Dirt                                       | Johnny Gage              |
| 2007      | ф  | 1408                              | 1408                                       | парень-сёрфер            |
| 2008      | с  | Холм одного дерева                | One Tree Hill                              | Ник                      |
| 2008      | ф  | Красавица и уродина               | The Hottie & the Nottie                    | Йоханн Вульрих           |
| 2008      | ф  | Только секс                       | Strictly Sexual                            | Джо Сантарелла           |
| 2008      | с  | Рыцарь дорог                      | Knight Rider                               | Скайлер Рэнд             |
| 2009—2010 | с  | Иствик                            | Eastwick                                   | Уилл Сент-Дэвид          |
| 2009      | ф  | 2012                              | 2012                                       | Саша                     |
| 2010      | ф  | Порнозвезда                       | Pornstar                                   | Cannon Balls             |
| 2010      | ф  | Земные узы                        | Earthbound                                 | Даг                      |
| 2012      | ф  | Обитель зла: Возмездие            | Resident Evil: Retribution                 | Леон Скотт Кеннеди       |
| 2013      | с  | Блудливая Калифорния              | Californication                            | Робби Мак                |
| 2014      | с  | Морская полиция: Спецотдел        | NCIS: Naval Criminal Investigative Service | сержант полиции Берт Мур |
| 2019      | с  | Пандора                           | Pandora                                    | капитан Яворский         |
| 2020      | ф  | Брешь                             | Breach                                     | Шейди                    |
| 2020      | ф  | Глубоководные                     | Deep Ones                                  | Петри                    |
| 2021      | ф  | Осада                             | American Siege                             | Тоби Бейкер              |
| 2022      | с  | Линкольн для адвоката             | The Lincoln Lawyer                         | Ян Рилц                  |